# Endoparasite

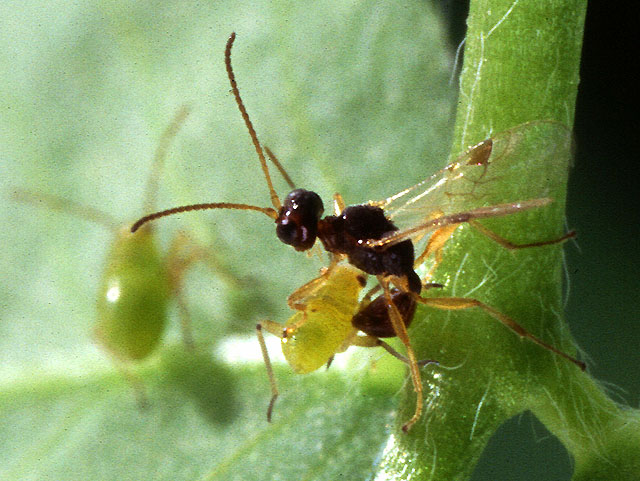
Une guêpe parasitoïde Peristenus digoneutis en train de pondre dans le corps d'un puceron.

Un endoparasite ou endoparasitoïde (quand il s'agit par exemple d'un insecte endoparasite qui parasite un autre insecte) est un parasite habitant l’intérieur de son hôte, se nourrissant de son fluide intérieur et finissant parfois par le tuer : les larves d’ichneumon sont endoparasites. Les strepsiptères sont tous endoparasites.
Le rétrovirus du VIH est aussi un endoparasite des lymphocytes T. On dit aussi « entoparasites ».
Par opposition, un ectoparasite habite à l'extérieur de son hôte. 
Il est fréquent qu'un endoparasite dispose de moyen d'inhiber l'immunité de son hôte. L'hôte et le parasite coévoluent, parfois dans des processus dits d'interactions durables.
Il existe deux types d'endoparasites :
1. Endoparasites cavitaires : filaire lymphatique, tissulaire ;
2. Endoparasite intracellulaire : ex. : Leishmania.